# Betty (film)
Betty is een Franse dramafilm uit 1992 onder regie van Claude Chabrol. Het scenario is gebaseerd op de gelijknamige roman uit 1960 van de Belgische auteur Georges Simenon.

## Verhaal
Betty zit dronken in een Parijse bar en krijgt een lift aangeboden van een onbekende man. Hij brengt haar naar een bar in Versailles. Daar blijkt dat hij een drugsverslaafde is. Vervolgens ontmoet ze Laure, die voor haar zorgt.

## Rolverdeling
| Acteur                 | Personage      |
| ---------------------- | -------------- |
| Marie Trintignant      | Betty          |
| Stéphane Audran        | Laure          |
| Yves Lambrecht         | Guy Etamble    |
| Jean-François Garreaud | Mario          |
| Christiane Minazzoli   | Madame Etamble |
| Nathalie Kousnetzoff   | Odile          |
| Pierre Martot          | Frédéric       |
| Yves Verhoeven         | Philippe       |
| Thomas Chabrol         | Schwartz       |
| Pierre Vernier         | Arts           |